# Giovanni de Marinis
Giovanni De Marinis (Bari, XVI secolo – ...) è stato un compositore italiano.

## Biografia
Giovanni de Marinis, compositore e maestro di cappella della Cattedrale di Bari, fu probabilmente maestro di Giovanni Pietro Gallo. Nel 1596 stampò a Venezia il Primo libro de madrigali a sei voci, in cui 13 composizioni sono di Marinis e una del suo allievo Gallo; questi a sua volta incluse musiche del maestro nel Primo libro de madrigali, uscito a Bari il 25 agosto 1597.
Il Secondo libro de madrigali a sei voci di Marinis fu pubblicato nel 1601, sempre a Venezia.